# Hylorina sylvatica
Hylorina sylvatica är en groddjursart som beskrevs av Bell 1843. Hylorina sylvatica ingår i släktet Hylorina och familjen Cycloramphidae. IUCN kategoriserar arten globalt som livskraftig. Inga underarter finns listade i Catalogue of Life.